# سن گرگوریو دا ساسولا
سن گرگوریو دا ساسولا (به ایتالیایی: San Gregorio da Sassola) یک کومونه در ایتالیا است که در استان رم واقع شده‌است.

## خصوصیات
سن گرگوریو دا ساسولا ۳۵٫۲ کیلومترمربع مساحت و ۱٬۶۲۳ نفر جمعیت دارد و ۴۲۰ متر بالاتر از سطح دریا واقع شده‌است.